# Cento Pittori via Margutta
Cento Pittori via Margutta è una organizzazione costituitasi come associazione culturale e storica di artisti pittori che espone principalmente a Roma, in Via Margutta, fondata nel 1970, le cui origini espositive risalgono all'ottobre del 1953.

## Biografia
Le prime mostre di strada in via Margutta risalgono al 1953, negli anni de La dolce vita ritratta da Federico Fellini nel suo film. Gli artisti appendevano i loro dipinti alle pareti e la strada appariva come un'immensa galleria d'arte all'aperto. Negli anni successivi l'Assessorato al Turismo, Sport e Spettacolo sponsorizzò le prime mostre e diede una nuova sistemazione al luogo, fornendo energia elettrica gratuita e pannelli di juta cuciti attorno ad un'armatura metallica.
Via Margutta assumeva le sembianze di una vivace via principale di un piccolo paese, piena di botteghe dove artisti e artigiani collaboravano tra loro, scambiandosi creatività e materiali. Il bar di via Margutta 53, nei pressi dell'incrocio di via Alibert, era il ritrovo degli artisti, molti di loro divennero famosi, come Giulio Turcato, Corrado Cagli, Renato Guttuso, Renzo Vespignani, Alberto Burri, Sante Monachesi, Gabriele Patriarca, Pericle Fazzini, Mimmo Rotella e molti altri. Le mostre si sono svolte fino al 1969, patrocinate dall'Assessorato alle Belle Arti e alle Questioni Culturali in primavera e in autunno tra Via Margutta, Via Alibert, Vicolo dell'Orto di Napoli e Via del Babuino, oltre a tutti i caratteristici patio adiacenti.
Il 22 giugno 1970 pittori e soci fondatori come Alessandro D'amico, Leonardo De Magistris, Alfredo Jacobacci, Cesare Augusto Pozzal, Maria Antonelli, Walter Scotti, Gianfranco Tannozzini, Antonietta Tomassetti, Giulio Bellardini, fondano l'attuale associazione. Da allora, due volte l'anno, in autunno e in primavera, gli artisti espongono le loro opere in Via Margutta. Le mostre si sono svolte dal 1985 anche a Piazza di Spagna, Piazza Mignanelli, Rione Testaccio, Piazza del Popolo, Palazzo Valentini, Galleria Alberto Sordi (già Galleria Colonna) e al Museo MACRO.
Il primo presidente è stato Leonardo De Magistris dal 1970 al 1973, seguiranno Alberto Vespaziani dal 1973 al 2018, Luigi Salvatori dal 2018 al 2025, dove sotto il suo mandato si avviano le mostre dedicate agli artisti pittori e scultori noti e dei protagonisti della cultura italiana, dal 2025 succede Antonio Servillo, il quale perseguirà l'attività espositiva e la valorizzazione dell'organizzazione associativa.

## Mostre dedicate
L'associazione artistica dei Cento Pittori via Margutta ha omaggiato nel corso degli anni diversi personaggi celebri tratti dal panorama artistico letterario e storico nazionale, con delle mostre di pittura mirate dove gli artisti si sono ispirati alle figure di pittori, poeti, scrittori, attori e registi italiani come Alberto Sordi, Dante Alighieri, Novella Parigini e Paolo Salvati con la 117ª Mostra Cento Pittori via Margutta, 2022. La 118ª edizione della Mostra Cento Pittori via Margutta, ottobre-novembre 2022 è stata artisticamente dedicata al superamento delle tragedie imposte dalla guerra, dal titolo Cento pittori per la pace, cento colori contro la guerra.

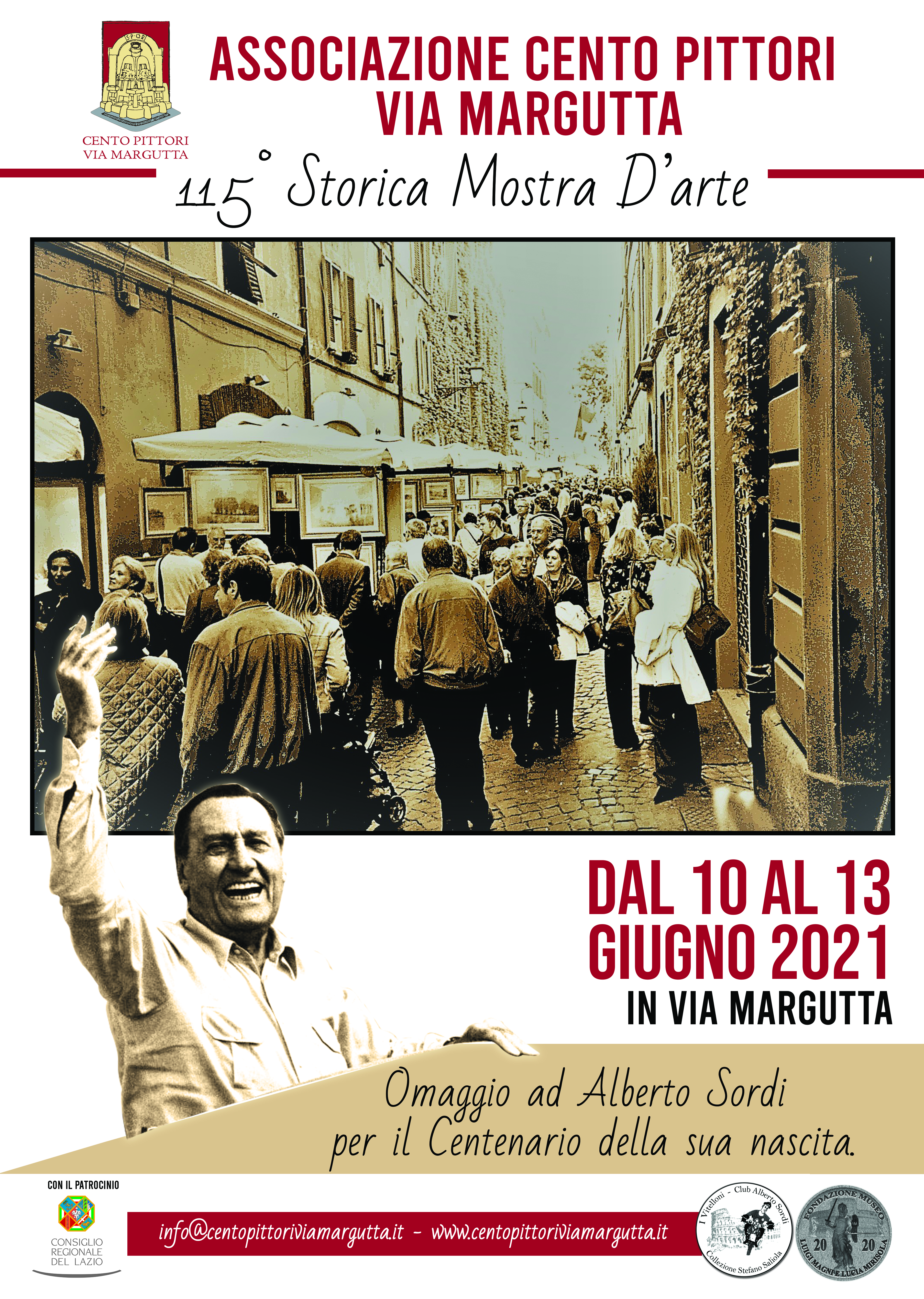
115ª Mostra Cento Pittori via Margutta, 2021, dedicata ad Alberto Sordi, in via Margutta.
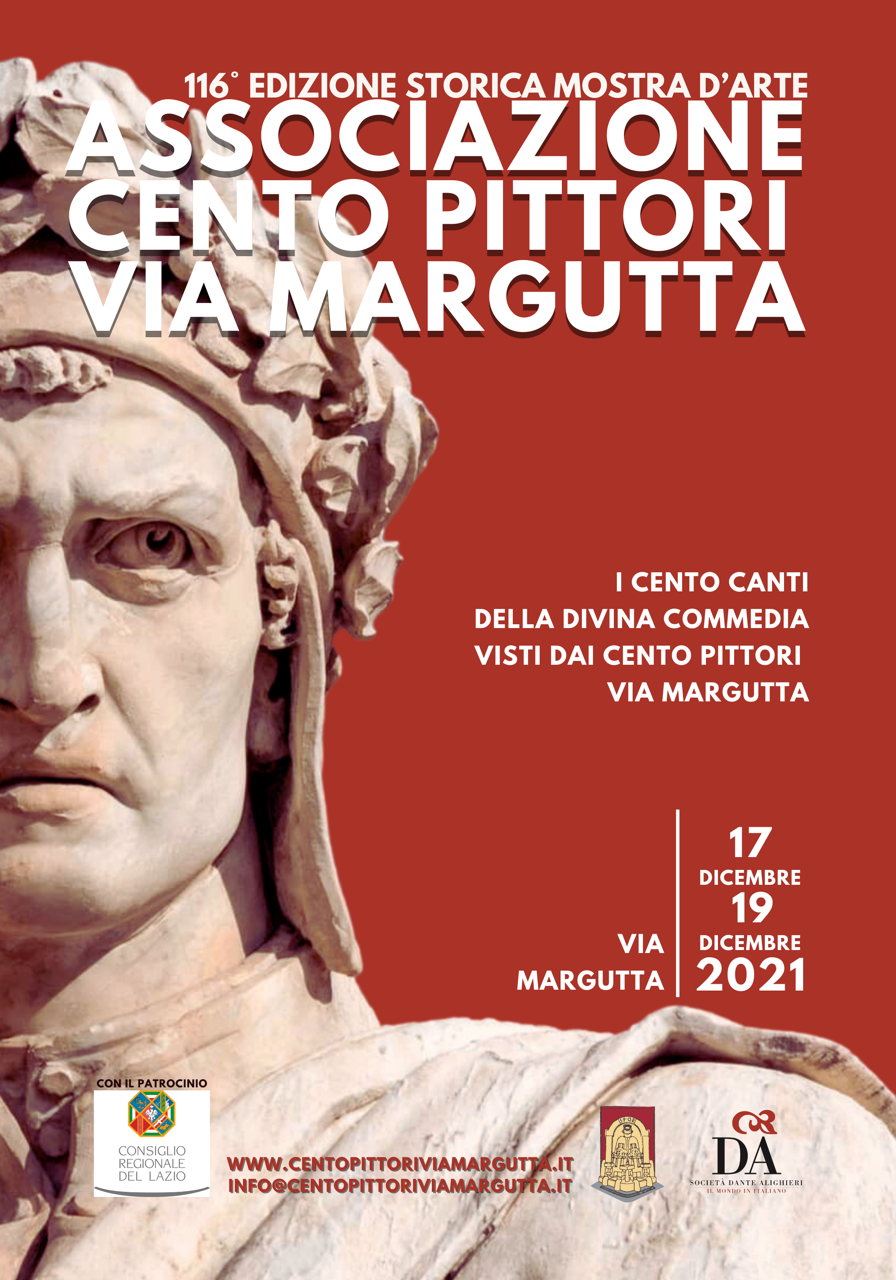
116ª Mostra Cento Pittori via Margutta, 2021, dedicata a Dante Alighieri, in via Margutta.
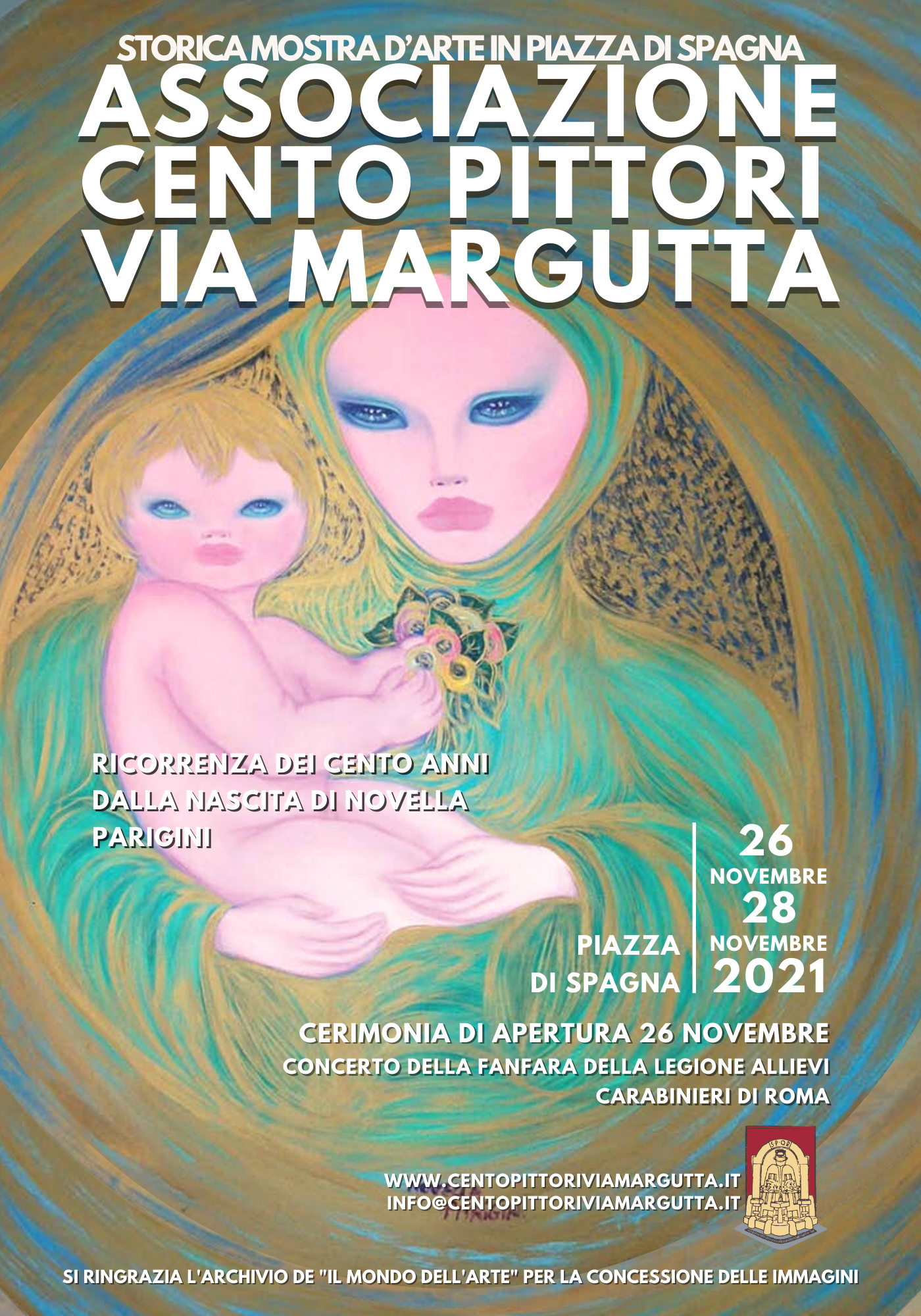
Mostra Cento Pittori via Margutta, 2021, dedicata a Novella Parigini, in Piazza di Spagna.
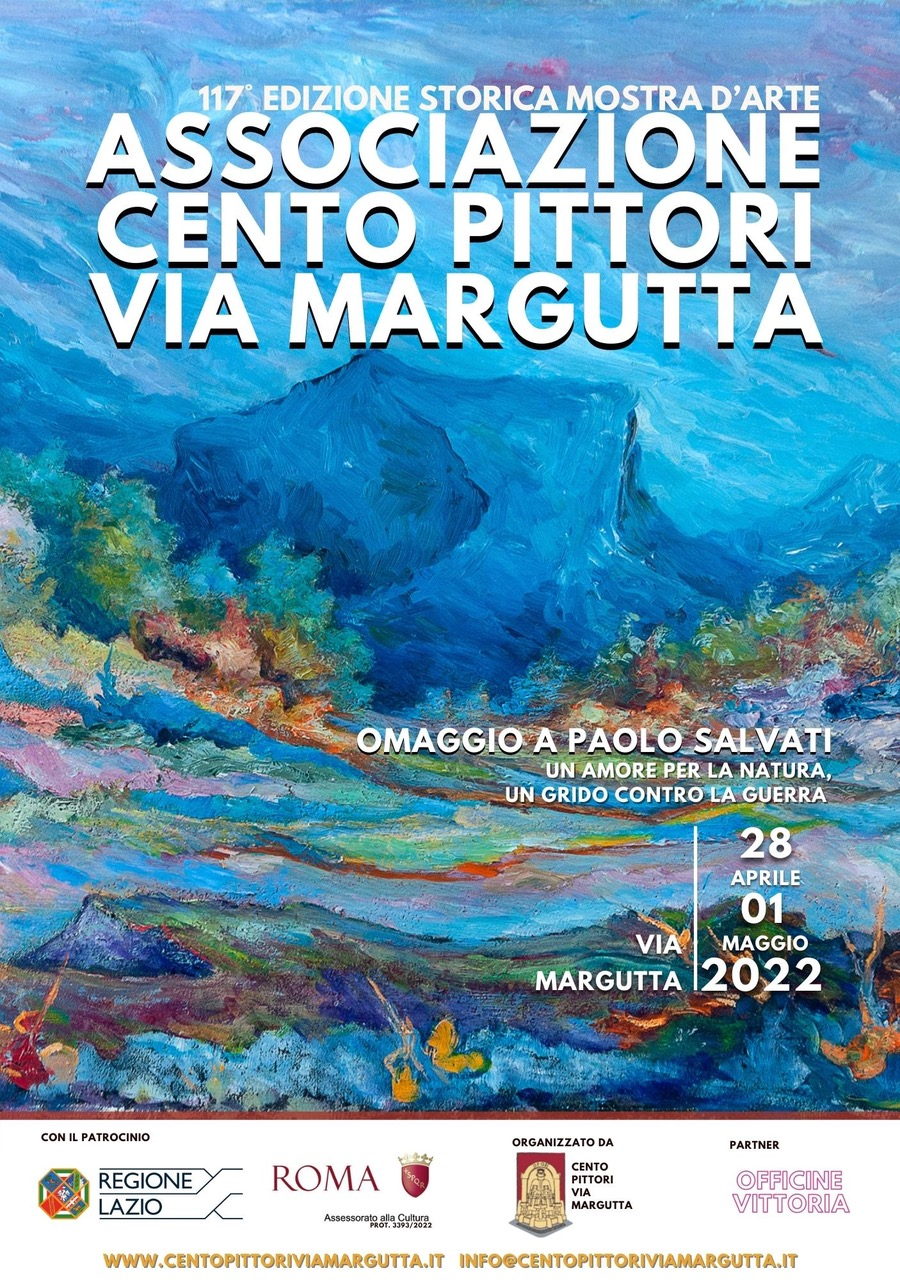
117ª Mostra Cento Pittori via Margutta, 2022, dedicata a Paolo Salvati, in via Margutta.